# Abri du Bois-du-Roc
Der Abri du Bois-du-Roc ist ein Abri des Jungpaläolithikums in der ehemaligen französischen Gemeinde Vilhonneur, 21 Kilometer östlich von Angoulême (Département Charente, Region Nouvelle-Aquitaine).

## Geographie und Beschreibung
Der Abri du Bois-du-Roc, auch als Abri André Ragout oder nur als Bois-du-Roc bezeichnet, befindet sich an einem bewaldeten Hügel 300 Meter nordnordöstlich des Ortszentrums von Vilhonneur. Auf der IGN-Karte erscheint der Abri am Roc Plat, einem vom restlichen Kalkplateau isolierten Kalkhügel entlang der linken Talseite der Tardoire. Die Fundstätten Grotte du Placard und Grotte du Visage sind nicht weit entfernt. Direkt neben dem Abri liegen die Grotte des Fades (Nummer 1 und 2), sowie etwas weiter entfernt der Abri du Chasseur und der Grand Abri.
Der in etwa rechteckige Abri du Bois-du-Roc misst 16 Meter in der Länge und 11 Meter in der Breite. Sein einstiges Kalkdach war während des Magdaléniens eingestürzt.

## Geologie
Anstehend sind am Roc Plat Jurasedimente des nördlichen Aquitanischen Beckens – flach liegende Kalke des unteren und mittleren Bajociums. Diese bilden gegenüber dem holozänen Alluvium der etwas weiter östlich vorbeimäandrierenden Tardoire eine Steilwand, den Abrupt des Borderons. Das Bajocium zeigt starke Verkarstungserscheinungen (Karst von La Rochefoucauld) mit zahlreichen Höhlenbildungen in der Umgebung von Vilhonneur.

## Geschichte
Der Abri du Bois-du-Roc ist spätestens seit 1870 bekannt. Entdeckt wurde er von den beiden Äbten Bourgeois und Delaunay. Grabungen wurden sodann von Fermond, Chauvet,Gabriel de Mortillet und anderen durchgeführt. Im 20. Jahrhundert geriet die Fundstelle in Vergessenheit und wurde erst in den dreißiger Jahren von André Ragout entlang der Ostseite des Bois-du-Roc wiederentdeckt, daher auch die Bezeichnung Abri André Ragout. Dieser verstarb jedoch bereits im Jahr 1940, ohne mit Grabungsarbeiten beginnen zu können. Die Fundstelle wurde sodann verwüstet und geplündert. Eine Untersuchung des Schutts im Jahr 1956 konnte noch drei Lagen auseinanderhalten: Bronzezeit, Solutréen und Périgordien mit 99 Noailles-Sticheln.
Mit Erlass vom 22. April 1991 wurden der Abri du Bois-du-Roc und der Abri du Chasseur als Monument Historique eingeschrieben.

## Stratigraphie
Die obere Schicht enthält neben bronzezeitlichen Artefakten zahlreiche Rentierknochen, sie ist aber mit der unterlagernden Schicht, die ins frühe Magdalénien datiert werden konnte, stark vermischt. In der darunter folgenden Lage fanden sich Überreste einer Feuerstelle aus dem späten Solutréen. Sie wird durch eine gelbe schlammige Zwischenlage vom basalen Périgordien abgetrennt (Périgordien IV und Périgordien V).

### Artefakte
Es fanden sich im Abri zahlreiche Keramikscherben, die für die Bronzezeit charakteristisch sind. Nach ihnen wurde daher auch der bronzezeitliche Keramikstil Bois-du-Roc in die Fachliteratur eingeführt. Unter den Keramiken waren eine Spinnwirtel, Scherben mit dekorativer Ritzzeichnung und ein Vasenfragment zugegen. Die Keramiken zeichnen sich durch Kerbschnitt aus und dürften vorwiegend aus der Spätphase der Bronzezeit stammen, wobei Anklänge zur Mittelbronze aber auch zur Hallstattzeit (Hallstatt I) zu verzeichnen sind.
Die Lage aus dem Magdalénien enthielt ihrerseits zwei Feuerstellen. Es handelt sich hier um frühes Magdalénien gekennzeichnet durch Kratzer (Protomagdalénien I und Magdalénien II).
Generell unter den Artefakten sind anzuführen: 151 Stichel (aus den Grabungen von 1956), 6 Dorne, 22 Schaber sowie Kratzer, Klingen mit abgestumpften Rücken und einige Knochengegenstände, darunter ein Anhänger.
Die in der Schicht des Solutréens angetroffenen Kerbspitzen sind identisch mit den Kerbspitzen in der weniger als einen Kilometer entfernten Höhle Grotte du Placard. Als Ausgangsmaterial wurde Feuerstein, Quarz und Jaspis verwendet. Die älteste Lage enthielt unter anderem auch Gravettespitzen, Kerbspitzen, Lorbeerblattspitzen, rückengestumpfte Klingen und 109 Noailles-Stichel – mit 18 bis 54 Millimeter Länge die kleinsten Werkzeuge des Jungpaläolithikums. Unter den Noailles-Sticheln waren 21 aus Feuerstein oder Jaspis. Die Stichel können wie folgt typisiert werden: 71 Einfachstichel auf Abschlagbasis, 47 Doppelstichel, Doppelstichel auf Abschlagbasis, Bilateralstichel auf Klingenbasis, nebeneinanderliegende Zweiender auf Klingenbasis, entgegengesetzte Zweiender auf Klingenbasis und 9 Dreifachstichel auf Klingenbasis.
Als Schmuck dienten ein durchbohrter Zahn, eine Muschelschale, eine Nadel und beritzte Knochen.

### Archäozoologie
Neben den bereits erwähnten Rentieren fanden sich Knochen von Großrindern, Pferden, Hirsch, Steinbock und anderen.